# ريد شانون
ريد شانون (بالإنجليزية: Red Shannon) هو لاعب كرة قاعدة أمريكي، ولد في 11 فبراير 1897 في جيرسي سيتي في الولايات المتحدة، وتوفي بنفس المكان في 12 أبريل 1970.

## وصلات خارجية
- ريد شانون على موقعبيزبول رفرنس.كوم (الدوري الرئيسي) (الإنجليزية)
- ريد شانون على موقعبيزبول رفرنس.كوم (الدوري الثانوي) (الإنجليزية)